# The Catwoman
The Catwoman ist ein US-amerikanischer Pornospielfilm des Regisseurs John Leslie aus dem Jahr 1988.

## Handlung
Jennifer ist in einer Beziehung mit einem Spieler gefangen, bis sie einen Fremden trifft. Dieser Fremde erzählt ihr, dass sie dazu bestimmt ist, eine Catwoman zu werden und damit einer geheimen Gesellschaft von Tiermenschen anzugehören.

## Auszeichnungen
- 1989: AVN Award: Best Video
- 1989: AVN Award: Best Director – Video (John Leslie)
- 1989: AVN Award: Best Editing – Video
- 1989: AVN Award: Best Screenplay – Video
- 1989: AVN Award: Best Videography
- XRCO Hall of Fame

## Wissenswertes
- Im Jahr 1992 veröffentlichte der Regisseur den Nachfolgerfilm „Curse of the Catwoman“, mit Selena Steele und Rocco Siffredi. „Curse of the Catwoman“ ist von Paul Schraders Werk Katzenmenschen (1982) inspiriert.